# Bundesstraße 422
Die Bundesstraße 422 (Abkürzung: B 422) besteht aus zwei Bundesstraßen-Abschnitten in Rheinland-Pfalz.
Der westliche Abschnitt verbindet die B 51 bei Helenenberg (Welschbillig) über Welschbillig und Kordel (Eifel) mit der B 53 in Ehrang, der östliche die B 269 bei Allenbach mit der B 41 in Idar-Oberstein.
Von 2014 bis 2016 wurde in Trier-Ehrang eine etwa 600 m lange Ortsumgehung entlang der Kyll durch das Gelände der ehemaligen Ehranger Mühle gebaut.
Die Umwidmung von Strecken erfolgte mit Wirkung zum 1. Juli 2021.